# Lee Geum-min
Lee Geum-min (koreansk: 이영주; født 4. april 1994) er en kvindelig sydkoreansk fodboldspiller, der spiller for engelske Brighton & Hove Albion i FA Women's Super League og Sydkoreas kvindefodboldlandshold.
Den 7. august 2019 annoncerede Manchester City, at de havde underskrevet en to-årig kontrakt med Lee. Lee fik sin WSL-debut for City den 7. september 2019, hvor hun blev indskiftet i anden halvleg mod Manchester United. Kampen slog tilskuerrekorden for en WSL-kamp, med i alt 31.213 tilskuere. Lee skiftede herefter til Brighton & Hove Albion på først en lejeaftale og senere fast.